# Jan Nowak-Jeziorański
Jan Nowak-Jeziorański, pseudonimo di Zdzisław Antoni Jeziorański (Berlino, 2 ottobre 1914 – Varsavia, 20 gennaio 2005), è stato un giornalista e patriota polacco.

## Biografia
Ha servito durante la seconda guerra mondiale come uno dei più importanti combattenti della resistenza dell'esercito nazionale. È ricordato soprattutto per il suo lavoro di emissario che faceva la spola tra i comandanti dell'esercito nazionale e del governo polacco in esilio a Londra e altri governi alleati: attività che gli valsero il soprannome di "Corriere di Varsavia".
Di rilievo fu anche la sua partecipazione alla rivolta di Varsavia. Dopo la guerra ha lavorato come capo della sezione polacca di Radio Free Europe, e successivamente come consigliere per la sicurezza dei presidenti degli Stati Uniti Ronald Reagan e Jimmy Carter. 
Nel 1996, il presidente Bill Clinton gli ha conferito il più alto riconoscimento civile americano, la Presidential Medal of Freedom.